# Enfilade (échecs)
Pour les articles homonymes, voir Enfilade.
|   | a | b | c | d | e | f | g | h |   |
| 8 | Tour noire sur case blanche b7 · Roi noir sur case blanche f7 · Pion noir sur case blanche e6 · Pion noir sur case noire f6 · Dame noire sur case blanche d5 · Pion blanc sur case noire f4 · Pion blanc sur case noire e3 · Fou blanc sur case blanche f3 · Dame blanche sur case blanche e2 · Roi blanc sur case noire f2 | Tour noire sur case blanche b7 · Roi noir sur case blanche f7 · Pion noir sur case blanche e6 · Pion noir sur case noire f6 · Dame noire sur case blanche d5 · Pion blanc sur case noire f4 · Pion blanc sur case noire e3 · Fou blanc sur case blanche f3 · Dame blanche sur case blanche e2 · Roi blanc sur case noire f2 | Tour noire sur case blanche b7 · Roi noir sur case blanche f7 · Pion noir sur case blanche e6 · Pion noir sur case noire f6 · Dame noire sur case blanche d5 · Pion blanc sur case noire f4 · Pion blanc sur case noire e3 · Fou blanc sur case blanche f3 · Dame blanche sur case blanche e2 · Roi blanc sur case noire f2 | Tour noire sur case blanche b7 · Roi noir sur case blanche f7 · Pion noir sur case blanche e6 · Pion noir sur case noire f6 · Dame noire sur case blanche d5 · Pion blanc sur case noire f4 · Pion blanc sur case noire e3 · Fou blanc sur case blanche f3 · Dame blanche sur case blanche e2 · Roi blanc sur case noire f2 | Tour noire sur case blanche b7 · Roi noir sur case blanche f7 · Pion noir sur case blanche e6 · Pion noir sur case noire f6 · Dame noire sur case blanche d5 · Pion blanc sur case noire f4 · Pion blanc sur case noire e3 · Fou blanc sur case blanche f3 · Dame blanche sur case blanche e2 · Roi blanc sur case noire f2 | Tour noire sur case blanche b7 · Roi noir sur case blanche f7 · Pion noir sur case blanche e6 · Pion noir sur case noire f6 · Dame noire sur case blanche d5 · Pion blanc sur case noire f4 · Pion blanc sur case noire e3 · Fou blanc sur case blanche f3 · Dame blanche sur case blanche e2 · Roi blanc sur case noire f2 | Tour noire sur case blanche b7 · Roi noir sur case blanche f7 · Pion noir sur case blanche e6 · Pion noir sur case noire f6 · Dame noire sur case blanche d5 · Pion blanc sur case noire f4 · Pion blanc sur case noire e3 · Fou blanc sur case blanche f3 · Dame blanche sur case blanche e2 · Roi blanc sur case noire f2 | Tour noire sur case blanche b7 · Roi noir sur case blanche f7 · Pion noir sur case blanche e6 · Pion noir sur case noire f6 · Dame noire sur case blanche d5 · Pion blanc sur case noire f4 · Pion blanc sur case noire e3 · Fou blanc sur case blanche f3 · Dame blanche sur case blanche e2 · Roi blanc sur case noire f2 | 8 |
| 7 | Tour noire sur case blanche b7 · Roi noir sur case blanche f7 · Pion noir sur case blanche e6 · Pion noir sur case noire f6 · Dame noire sur case blanche d5 · Pion blanc sur case noire f4 · Pion blanc sur case noire e3 · Fou blanc sur case blanche f3 · Dame blanche sur case blanche e2 · Roi blanc sur case noire f2 | Tour noire sur case blanche b7 · Roi noir sur case blanche f7 · Pion noir sur case blanche e6 · Pion noir sur case noire f6 · Dame noire sur case blanche d5 · Pion blanc sur case noire f4 · Pion blanc sur case noire e3 · Fou blanc sur case blanche f3 · Dame blanche sur case blanche e2 · Roi blanc sur case noire f2 | Tour noire sur case blanche b7 · Roi noir sur case blanche f7 · Pion noir sur case blanche e6 · Pion noir sur case noire f6 · Dame noire sur case blanche d5 · Pion blanc sur case noire f4 · Pion blanc sur case noire e3 · Fou blanc sur case blanche f3 · Dame blanche sur case blanche e2 · Roi blanc sur case noire f2 | Tour noire sur case blanche b7 · Roi noir sur case blanche f7 · Pion noir sur case blanche e6 · Pion noir sur case noire f6 · Dame noire sur case blanche d5 · Pion blanc sur case noire f4 · Pion blanc sur case noire e3 · Fou blanc sur case blanche f3 · Dame blanche sur case blanche e2 · Roi blanc sur case noire f2 | Tour noire sur case blanche b7 · Roi noir sur case blanche f7 · Pion noir sur case blanche e6 · Pion noir sur case noire f6 · Dame noire sur case blanche d5 · Pion blanc sur case noire f4 · Pion blanc sur case noire e3 · Fou blanc sur case blanche f3 · Dame blanche sur case blanche e2 · Roi blanc sur case noire f2 | Tour noire sur case blanche b7 · Roi noir sur case blanche f7 · Pion noir sur case blanche e6 · Pion noir sur case noire f6 · Dame noire sur case blanche d5 · Pion blanc sur case noire f4 · Pion blanc sur case noire e3 · Fou blanc sur case blanche f3 · Dame blanche sur case blanche e2 · Roi blanc sur case noire f2 | Tour noire sur case blanche b7 · Roi noir sur case blanche f7 · Pion noir sur case blanche e6 · Pion noir sur case noire f6 · Dame noire sur case blanche d5 · Pion blanc sur case noire f4 · Pion blanc sur case noire e3 · Fou blanc sur case blanche f3 · Dame blanche sur case blanche e2 · Roi blanc sur case noire f2 | Tour noire sur case blanche b7 · Roi noir sur case blanche f7 · Pion noir sur case blanche e6 · Pion noir sur case noire f6 · Dame noire sur case blanche d5 · Pion blanc sur case noire f4 · Pion blanc sur case noire e3 · Fou blanc sur case blanche f3 · Dame blanche sur case blanche e2 · Roi blanc sur case noire f2 | 7 |
| 6 | Tour noire sur case blanche b7 · Roi noir sur case blanche f7 · Pion noir sur case blanche e6 · Pion noir sur case noire f6 · Dame noire sur case blanche d5 · Pion blanc sur case noire f4 · Pion blanc sur case noire e3 · Fou blanc sur case blanche f3 · Dame blanche sur case blanche e2 · Roi blanc sur case noire f2 | Tour noire sur case blanche b7 · Roi noir sur case blanche f7 · Pion noir sur case blanche e6 · Pion noir sur case noire f6 · Dame noire sur case blanche d5 · Pion blanc sur case noire f4 · Pion blanc sur case noire e3 · Fou blanc sur case blanche f3 · Dame blanche sur case blanche e2 · Roi blanc sur case noire f2 | Tour noire sur case blanche b7 · Roi noir sur case blanche f7 · Pion noir sur case blanche e6 · Pion noir sur case noire f6 · Dame noire sur case blanche d5 · Pion blanc sur case noire f4 · Pion blanc sur case noire e3 · Fou blanc sur case blanche f3 · Dame blanche sur case blanche e2 · Roi blanc sur case noire f2 | Tour noire sur case blanche b7 · Roi noir sur case blanche f7 · Pion noir sur case blanche e6 · Pion noir sur case noire f6 · Dame noire sur case blanche d5 · Pion blanc sur case noire f4 · Pion blanc sur case noire e3 · Fou blanc sur case blanche f3 · Dame blanche sur case blanche e2 · Roi blanc sur case noire f2 | Tour noire sur case blanche b7 · Roi noir sur case blanche f7 · Pion noir sur case blanche e6 · Pion noir sur case noire f6 · Dame noire sur case blanche d5 · Pion blanc sur case noire f4 · Pion blanc sur case noire e3 · Fou blanc sur case blanche f3 · Dame blanche sur case blanche e2 · Roi blanc sur case noire f2 | Tour noire sur case blanche b7 · Roi noir sur case blanche f7 · Pion noir sur case blanche e6 · Pion noir sur case noire f6 · Dame noire sur case blanche d5 · Pion blanc sur case noire f4 · Pion blanc sur case noire e3 · Fou blanc sur case blanche f3 · Dame blanche sur case blanche e2 · Roi blanc sur case noire f2 | Tour noire sur case blanche b7 · Roi noir sur case blanche f7 · Pion noir sur case blanche e6 · Pion noir sur case noire f6 · Dame noire sur case blanche d5 · Pion blanc sur case noire f4 · Pion blanc sur case noire e3 · Fou blanc sur case blanche f3 · Dame blanche sur case blanche e2 · Roi blanc sur case noire f2 | Tour noire sur case blanche b7 · Roi noir sur case blanche f7 · Pion noir sur case blanche e6 · Pion noir sur case noire f6 · Dame noire sur case blanche d5 · Pion blanc sur case noire f4 · Pion blanc sur case noire e3 · Fou blanc sur case blanche f3 · Dame blanche sur case blanche e2 · Roi blanc sur case noire f2 | 6 |
| 5 | Tour noire sur case blanche b7 · Roi noir sur case blanche f7 · Pion noir sur case blanche e6 · Pion noir sur case noire f6 · Dame noire sur case blanche d5 · Pion blanc sur case noire f4 · Pion blanc sur case noire e3 · Fou blanc sur case blanche f3 · Dame blanche sur case blanche e2 · Roi blanc sur case noire f2 | Tour noire sur case blanche b7 · Roi noir sur case blanche f7 · Pion noir sur case blanche e6 · Pion noir sur case noire f6 · Dame noire sur case blanche d5 · Pion blanc sur case noire f4 · Pion blanc sur case noire e3 · Fou blanc sur case blanche f3 · Dame blanche sur case blanche e2 · Roi blanc sur case noire f2 | Tour noire sur case blanche b7 · Roi noir sur case blanche f7 · Pion noir sur case blanche e6 · Pion noir sur case noire f6 · Dame noire sur case blanche d5 · Pion blanc sur case noire f4 · Pion blanc sur case noire e3 · Fou blanc sur case blanche f3 · Dame blanche sur case blanche e2 · Roi blanc sur case noire f2 | Tour noire sur case blanche b7 · Roi noir sur case blanche f7 · Pion noir sur case blanche e6 · Pion noir sur case noire f6 · Dame noire sur case blanche d5 · Pion blanc sur case noire f4 · Pion blanc sur case noire e3 · Fou blanc sur case blanche f3 · Dame blanche sur case blanche e2 · Roi blanc sur case noire f2 | Tour noire sur case blanche b7 · Roi noir sur case blanche f7 · Pion noir sur case blanche e6 · Pion noir sur case noire f6 · Dame noire sur case blanche d5 · Pion blanc sur case noire f4 · Pion blanc sur case noire e3 · Fou blanc sur case blanche f3 · Dame blanche sur case blanche e2 · Roi blanc sur case noire f2 | Tour noire sur case blanche b7 · Roi noir sur case blanche f7 · Pion noir sur case blanche e6 · Pion noir sur case noire f6 · Dame noire sur case blanche d5 · Pion blanc sur case noire f4 · Pion blanc sur case noire e3 · Fou blanc sur case blanche f3 · Dame blanche sur case blanche e2 · Roi blanc sur case noire f2 | Tour noire sur case blanche b7 · Roi noir sur case blanche f7 · Pion noir sur case blanche e6 · Pion noir sur case noire f6 · Dame noire sur case blanche d5 · Pion blanc sur case noire f4 · Pion blanc sur case noire e3 · Fou blanc sur case blanche f3 · Dame blanche sur case blanche e2 · Roi blanc sur case noire f2 | Tour noire sur case blanche b7 · Roi noir sur case blanche f7 · Pion noir sur case blanche e6 · Pion noir sur case noire f6 · Dame noire sur case blanche d5 · Pion blanc sur case noire f4 · Pion blanc sur case noire e3 · Fou blanc sur case blanche f3 · Dame blanche sur case blanche e2 · Roi blanc sur case noire f2 | 5 |
| 4 | Tour noire sur case blanche b7 · Roi noir sur case blanche f7 · Pion noir sur case blanche e6 · Pion noir sur case noire f6 · Dame noire sur case blanche d5 · Pion blanc sur case noire f4 · Pion blanc sur case noire e3 · Fou blanc sur case blanche f3 · Dame blanche sur case blanche e2 · Roi blanc sur case noire f2 | Tour noire sur case blanche b7 · Roi noir sur case blanche f7 · Pion noir sur case blanche e6 · Pion noir sur case noire f6 · Dame noire sur case blanche d5 · Pion blanc sur case noire f4 · Pion blanc sur case noire e3 · Fou blanc sur case blanche f3 · Dame blanche sur case blanche e2 · Roi blanc sur case noire f2 | Tour noire sur case blanche b7 · Roi noir sur case blanche f7 · Pion noir sur case blanche e6 · Pion noir sur case noire f6 · Dame noire sur case blanche d5 · Pion blanc sur case noire f4 · Pion blanc sur case noire e3 · Fou blanc sur case blanche f3 · Dame blanche sur case blanche e2 · Roi blanc sur case noire f2 | Tour noire sur case blanche b7 · Roi noir sur case blanche f7 · Pion noir sur case blanche e6 · Pion noir sur case noire f6 · Dame noire sur case blanche d5 · Pion blanc sur case noire f4 · Pion blanc sur case noire e3 · Fou blanc sur case blanche f3 · Dame blanche sur case blanche e2 · Roi blanc sur case noire f2 | Tour noire sur case blanche b7 · Roi noir sur case blanche f7 · Pion noir sur case blanche e6 · Pion noir sur case noire f6 · Dame noire sur case blanche d5 · Pion blanc sur case noire f4 · Pion blanc sur case noire e3 · Fou blanc sur case blanche f3 · Dame blanche sur case blanche e2 · Roi blanc sur case noire f2 | Tour noire sur case blanche b7 · Roi noir sur case blanche f7 · Pion noir sur case blanche e6 · Pion noir sur case noire f6 · Dame noire sur case blanche d5 · Pion blanc sur case noire f4 · Pion blanc sur case noire e3 · Fou blanc sur case blanche f3 · Dame blanche sur case blanche e2 · Roi blanc sur case noire f2 | Tour noire sur case blanche b7 · Roi noir sur case blanche f7 · Pion noir sur case blanche e6 · Pion noir sur case noire f6 · Dame noire sur case blanche d5 · Pion blanc sur case noire f4 · Pion blanc sur case noire e3 · Fou blanc sur case blanche f3 · Dame blanche sur case blanche e2 · Roi blanc sur case noire f2 | Tour noire sur case blanche b7 · Roi noir sur case blanche f7 · Pion noir sur case blanche e6 · Pion noir sur case noire f6 · Dame noire sur case blanche d5 · Pion blanc sur case noire f4 · Pion blanc sur case noire e3 · Fou blanc sur case blanche f3 · Dame blanche sur case blanche e2 · Roi blanc sur case noire f2 | 4 |
| 3 | Tour noire sur case blanche b7 · Roi noir sur case blanche f7 · Pion noir sur case blanche e6 · Pion noir sur case noire f6 · Dame noire sur case blanche d5 · Pion blanc sur case noire f4 · Pion blanc sur case noire e3 · Fou blanc sur case blanche f3 · Dame blanche sur case blanche e2 · Roi blanc sur case noire f2 | Tour noire sur case blanche b7 · Roi noir sur case blanche f7 · Pion noir sur case blanche e6 · Pion noir sur case noire f6 · Dame noire sur case blanche d5 · Pion blanc sur case noire f4 · Pion blanc sur case noire e3 · Fou blanc sur case blanche f3 · Dame blanche sur case blanche e2 · Roi blanc sur case noire f2 | Tour noire sur case blanche b7 · Roi noir sur case blanche f7 · Pion noir sur case blanche e6 · Pion noir sur case noire f6 · Dame noire sur case blanche d5 · Pion blanc sur case noire f4 · Pion blanc sur case noire e3 · Fou blanc sur case blanche f3 · Dame blanche sur case blanche e2 · Roi blanc sur case noire f2 | Tour noire sur case blanche b7 · Roi noir sur case blanche f7 · Pion noir sur case blanche e6 · Pion noir sur case noire f6 · Dame noire sur case blanche d5 · Pion blanc sur case noire f4 · Pion blanc sur case noire e3 · Fou blanc sur case blanche f3 · Dame blanche sur case blanche e2 · Roi blanc sur case noire f2 | Tour noire sur case blanche b7 · Roi noir sur case blanche f7 · Pion noir sur case blanche e6 · Pion noir sur case noire f6 · Dame noire sur case blanche d5 · Pion blanc sur case noire f4 · Pion blanc sur case noire e3 · Fou blanc sur case blanche f3 · Dame blanche sur case blanche e2 · Roi blanc sur case noire f2 | Tour noire sur case blanche b7 · Roi noir sur case blanche f7 · Pion noir sur case blanche e6 · Pion noir sur case noire f6 · Dame noire sur case blanche d5 · Pion blanc sur case noire f4 · Pion blanc sur case noire e3 · Fou blanc sur case blanche f3 · Dame blanche sur case blanche e2 · Roi blanc sur case noire f2 | Tour noire sur case blanche b7 · Roi noir sur case blanche f7 · Pion noir sur case blanche e6 · Pion noir sur case noire f6 · Dame noire sur case blanche d5 · Pion blanc sur case noire f4 · Pion blanc sur case noire e3 · Fou blanc sur case blanche f3 · Dame blanche sur case blanche e2 · Roi blanc sur case noire f2 | Tour noire sur case blanche b7 · Roi noir sur case blanche f7 · Pion noir sur case blanche e6 · Pion noir sur case noire f6 · Dame noire sur case blanche d5 · Pion blanc sur case noire f4 · Pion blanc sur case noire e3 · Fou blanc sur case blanche f3 · Dame blanche sur case blanche e2 · Roi blanc sur case noire f2 | 3 |
| 2 | Tour noire sur case blanche b7 · Roi noir sur case blanche f7 · Pion noir sur case blanche e6 · Pion noir sur case noire f6 · Dame noire sur case blanche d5 · Pion blanc sur case noire f4 · Pion blanc sur case noire e3 · Fou blanc sur case blanche f3 · Dame blanche sur case blanche e2 · Roi blanc sur case noire f2 | Tour noire sur case blanche b7 · Roi noir sur case blanche f7 · Pion noir sur case blanche e6 · Pion noir sur case noire f6 · Dame noire sur case blanche d5 · Pion blanc sur case noire f4 · Pion blanc sur case noire e3 · Fou blanc sur case blanche f3 · Dame blanche sur case blanche e2 · Roi blanc sur case noire f2 | Tour noire sur case blanche b7 · Roi noir sur case blanche f7 · Pion noir sur case blanche e6 · Pion noir sur case noire f6 · Dame noire sur case blanche d5 · Pion blanc sur case noire f4 · Pion blanc sur case noire e3 · Fou blanc sur case blanche f3 · Dame blanche sur case blanche e2 · Roi blanc sur case noire f2 | Tour noire sur case blanche b7 · Roi noir sur case blanche f7 · Pion noir sur case blanche e6 · Pion noir sur case noire f6 · Dame noire sur case blanche d5 · Pion blanc sur case noire f4 · Pion blanc sur case noire e3 · Fou blanc sur case blanche f3 · Dame blanche sur case blanche e2 · Roi blanc sur case noire f2 | Tour noire sur case blanche b7 · Roi noir sur case blanche f7 · Pion noir sur case blanche e6 · Pion noir sur case noire f6 · Dame noire sur case blanche d5 · Pion blanc sur case noire f4 · Pion blanc sur case noire e3 · Fou blanc sur case blanche f3 · Dame blanche sur case blanche e2 · Roi blanc sur case noire f2 | Tour noire sur case blanche b7 · Roi noir sur case blanche f7 · Pion noir sur case blanche e6 · Pion noir sur case noire f6 · Dame noire sur case blanche d5 · Pion blanc sur case noire f4 · Pion blanc sur case noire e3 · Fou blanc sur case blanche f3 · Dame blanche sur case blanche e2 · Roi blanc sur case noire f2 | Tour noire sur case blanche b7 · Roi noir sur case blanche f7 · Pion noir sur case blanche e6 · Pion noir sur case noire f6 · Dame noire sur case blanche d5 · Pion blanc sur case noire f4 · Pion blanc sur case noire e3 · Fou blanc sur case blanche f3 · Dame blanche sur case blanche e2 · Roi blanc sur case noire f2 | Tour noire sur case blanche b7 · Roi noir sur case blanche f7 · Pion noir sur case blanche e6 · Pion noir sur case noire f6 · Dame noire sur case blanche d5 · Pion blanc sur case noire f4 · Pion blanc sur case noire e3 · Fou blanc sur case blanche f3 · Dame blanche sur case blanche e2 · Roi blanc sur case noire f2 | 2 |
| 1 | Tour noire sur case blanche b7 · Roi noir sur case blanche f7 · Pion noir sur case blanche e6 · Pion noir sur case noire f6 · Dame noire sur case blanche d5 · Pion blanc sur case noire f4 · Pion blanc sur case noire e3 · Fou blanc sur case blanche f3 · Dame blanche sur case blanche e2 · Roi blanc sur case noire f2 | Tour noire sur case blanche b7 · Roi noir sur case blanche f7 · Pion noir sur case blanche e6 · Pion noir sur case noire f6 · Dame noire sur case blanche d5 · Pion blanc sur case noire f4 · Pion blanc sur case noire e3 · Fou blanc sur case blanche f3 · Dame blanche sur case blanche e2 · Roi blanc sur case noire f2 | Tour noire sur case blanche b7 · Roi noir sur case blanche f7 · Pion noir sur case blanche e6 · Pion noir sur case noire f6 · Dame noire sur case blanche d5 · Pion blanc sur case noire f4 · Pion blanc sur case noire e3 · Fou blanc sur case blanche f3 · Dame blanche sur case blanche e2 · Roi blanc sur case noire f2 | Tour noire sur case blanche b7 · Roi noir sur case blanche f7 · Pion noir sur case blanche e6 · Pion noir sur case noire f6 · Dame noire sur case blanche d5 · Pion blanc sur case noire f4 · Pion blanc sur case noire e3 · Fou blanc sur case blanche f3 · Dame blanche sur case blanche e2 · Roi blanc sur case noire f2 | Tour noire sur case blanche b7 · Roi noir sur case blanche f7 · Pion noir sur case blanche e6 · Pion noir sur case noire f6 · Dame noire sur case blanche d5 · Pion blanc sur case noire f4 · Pion blanc sur case noire e3 · Fou blanc sur case blanche f3 · Dame blanche sur case blanche e2 · Roi blanc sur case noire f2 | Tour noire sur case blanche b7 · Roi noir sur case blanche f7 · Pion noir sur case blanche e6 · Pion noir sur case noire f6 · Dame noire sur case blanche d5 · Pion blanc sur case noire f4 · Pion blanc sur case noire e3 · Fou blanc sur case blanche f3 · Dame blanche sur case blanche e2 · Roi blanc sur case noire f2 | Tour noire sur case blanche b7 · Roi noir sur case blanche f7 · Pion noir sur case blanche e6 · Pion noir sur case noire f6 · Dame noire sur case blanche d5 · Pion blanc sur case noire f4 · Pion blanc sur case noire e3 · Fou blanc sur case blanche f3 · Dame blanche sur case blanche e2 · Roi blanc sur case noire f2 | Tour noire sur case blanche b7 · Roi noir sur case blanche f7 · Pion noir sur case blanche e6 · Pion noir sur case noire f6 · Dame noire sur case blanche d5 · Pion blanc sur case noire f4 · Pion blanc sur case noire e3 · Fou blanc sur case blanche f3 · Dame blanche sur case blanche e2 · Roi blanc sur case noire f2 | 1 |
|   | a | b | c | d | e | f | g | h |   |

Aux échecs, une enfilade est une manœuvre tactique qui consiste en l'attaque de deux pièces sur la même ligne ; similaire à un clouage, elle est parfois qualifiée de clouage inversé. La différence réside dans le fait que dans l'enfilade, c'est la pièce de plus grande valeur qui est exposée directement à l'attaque, et l'adversaire est contraint de la déplacer, exposant une autre pièce moins précieuse qui peut alors être capturée. Seules les pièces à longue portée, la dame, la tour, et le fou peuvent être utilisés pour une enfilade.
Dans le diagramme, avec les Noirs au trait, la dame noire est prise en enfilade par le fou blanc. Les Noirs doivent jouer la dame, et au coup suivant, les Blancs capturent la tour. Il s'agit d'une enfilade relative : il est probable que les Noirs jouent leur dame, dont la valeur est supérieure à la tour, mais d'autres coups sont possibles.
|   | a | b | c | d | e | f | g | h |   |
| 8 | Dame noire sur case blanche d7 · Roi noir sur case noire e7 · Fou noir sur case blanche d5 · Roi blanc sur case blanche e4 · Fou blanc sur case noire f4 · Dame blanche sur case blanche f3 | Dame noire sur case blanche d7 · Roi noir sur case noire e7 · Fou noir sur case blanche d5 · Roi blanc sur case blanche e4 · Fou blanc sur case noire f4 · Dame blanche sur case blanche f3 | Dame noire sur case blanche d7 · Roi noir sur case noire e7 · Fou noir sur case blanche d5 · Roi blanc sur case blanche e4 · Fou blanc sur case noire f4 · Dame blanche sur case blanche f3 | Dame noire sur case blanche d7 · Roi noir sur case noire e7 · Fou noir sur case blanche d5 · Roi blanc sur case blanche e4 · Fou blanc sur case noire f4 · Dame blanche sur case blanche f3 | Dame noire sur case blanche d7 · Roi noir sur case noire e7 · Fou noir sur case blanche d5 · Roi blanc sur case blanche e4 · Fou blanc sur case noire f4 · Dame blanche sur case blanche f3 | Dame noire sur case blanche d7 · Roi noir sur case noire e7 · Fou noir sur case blanche d5 · Roi blanc sur case blanche e4 · Fou blanc sur case noire f4 · Dame blanche sur case blanche f3 | Dame noire sur case blanche d7 · Roi noir sur case noire e7 · Fou noir sur case blanche d5 · Roi blanc sur case blanche e4 · Fou blanc sur case noire f4 · Dame blanche sur case blanche f3 | Dame noire sur case blanche d7 · Roi noir sur case noire e7 · Fou noir sur case blanche d5 · Roi blanc sur case blanche e4 · Fou blanc sur case noire f4 · Dame blanche sur case blanche f3 | 8 |
| 7 | Dame noire sur case blanche d7 · Roi noir sur case noire e7 · Fou noir sur case blanche d5 · Roi blanc sur case blanche e4 · Fou blanc sur case noire f4 · Dame blanche sur case blanche f3 | Dame noire sur case blanche d7 · Roi noir sur case noire e7 · Fou noir sur case blanche d5 · Roi blanc sur case blanche e4 · Fou blanc sur case noire f4 · Dame blanche sur case blanche f3 | Dame noire sur case blanche d7 · Roi noir sur case noire e7 · Fou noir sur case blanche d5 · Roi blanc sur case blanche e4 · Fou blanc sur case noire f4 · Dame blanche sur case blanche f3 | Dame noire sur case blanche d7 · Roi noir sur case noire e7 · Fou noir sur case blanche d5 · Roi blanc sur case blanche e4 · Fou blanc sur case noire f4 · Dame blanche sur case blanche f3 | Dame noire sur case blanche d7 · Roi noir sur case noire e7 · Fou noir sur case blanche d5 · Roi blanc sur case blanche e4 · Fou blanc sur case noire f4 · Dame blanche sur case blanche f3 | Dame noire sur case blanche d7 · Roi noir sur case noire e7 · Fou noir sur case blanche d5 · Roi blanc sur case blanche e4 · Fou blanc sur case noire f4 · Dame blanche sur case blanche f3 | Dame noire sur case blanche d7 · Roi noir sur case noire e7 · Fou noir sur case blanche d5 · Roi blanc sur case blanche e4 · Fou blanc sur case noire f4 · Dame blanche sur case blanche f3 | Dame noire sur case blanche d7 · Roi noir sur case noire e7 · Fou noir sur case blanche d5 · Roi blanc sur case blanche e4 · Fou blanc sur case noire f4 · Dame blanche sur case blanche f3 | 7 |
| 6 | Dame noire sur case blanche d7 · Roi noir sur case noire e7 · Fou noir sur case blanche d5 · Roi blanc sur case blanche e4 · Fou blanc sur case noire f4 · Dame blanche sur case blanche f3 | Dame noire sur case blanche d7 · Roi noir sur case noire e7 · Fou noir sur case blanche d5 · Roi blanc sur case blanche e4 · Fou blanc sur case noire f4 · Dame blanche sur case blanche f3 | Dame noire sur case blanche d7 · Roi noir sur case noire e7 · Fou noir sur case blanche d5 · Roi blanc sur case blanche e4 · Fou blanc sur case noire f4 · Dame blanche sur case blanche f3 | Dame noire sur case blanche d7 · Roi noir sur case noire e7 · Fou noir sur case blanche d5 · Roi blanc sur case blanche e4 · Fou blanc sur case noire f4 · Dame blanche sur case blanche f3 | Dame noire sur case blanche d7 · Roi noir sur case noire e7 · Fou noir sur case blanche d5 · Roi blanc sur case blanche e4 · Fou blanc sur case noire f4 · Dame blanche sur case blanche f3 | Dame noire sur case blanche d7 · Roi noir sur case noire e7 · Fou noir sur case blanche d5 · Roi blanc sur case blanche e4 · Fou blanc sur case noire f4 · Dame blanche sur case blanche f3 | Dame noire sur case blanche d7 · Roi noir sur case noire e7 · Fou noir sur case blanche d5 · Roi blanc sur case blanche e4 · Fou blanc sur case noire f4 · Dame blanche sur case blanche f3 | Dame noire sur case blanche d7 · Roi noir sur case noire e7 · Fou noir sur case blanche d5 · Roi blanc sur case blanche e4 · Fou blanc sur case noire f4 · Dame blanche sur case blanche f3 | 6 |
| 5 | Dame noire sur case blanche d7 · Roi noir sur case noire e7 · Fou noir sur case blanche d5 · Roi blanc sur case blanche e4 · Fou blanc sur case noire f4 · Dame blanche sur case blanche f3 | Dame noire sur case blanche d7 · Roi noir sur case noire e7 · Fou noir sur case blanche d5 · Roi blanc sur case blanche e4 · Fou blanc sur case noire f4 · Dame blanche sur case blanche f3 | Dame noire sur case blanche d7 · Roi noir sur case noire e7 · Fou noir sur case blanche d5 · Roi blanc sur case blanche e4 · Fou blanc sur case noire f4 · Dame blanche sur case blanche f3 | Dame noire sur case blanche d7 · Roi noir sur case noire e7 · Fou noir sur case blanche d5 · Roi blanc sur case blanche e4 · Fou blanc sur case noire f4 · Dame blanche sur case blanche f3 | Dame noire sur case blanche d7 · Roi noir sur case noire e7 · Fou noir sur case blanche d5 · Roi blanc sur case blanche e4 · Fou blanc sur case noire f4 · Dame blanche sur case blanche f3 | Dame noire sur case blanche d7 · Roi noir sur case noire e7 · Fou noir sur case blanche d5 · Roi blanc sur case blanche e4 · Fou blanc sur case noire f4 · Dame blanche sur case blanche f3 | Dame noire sur case blanche d7 · Roi noir sur case noire e7 · Fou noir sur case blanche d5 · Roi blanc sur case blanche e4 · Fou blanc sur case noire f4 · Dame blanche sur case blanche f3 | Dame noire sur case blanche d7 · Roi noir sur case noire e7 · Fou noir sur case blanche d5 · Roi blanc sur case blanche e4 · Fou blanc sur case noire f4 · Dame blanche sur case blanche f3 | 5 |
| 4 | Dame noire sur case blanche d7 · Roi noir sur case noire e7 · Fou noir sur case blanche d5 · Roi blanc sur case blanche e4 · Fou blanc sur case noire f4 · Dame blanche sur case blanche f3 | Dame noire sur case blanche d7 · Roi noir sur case noire e7 · Fou noir sur case blanche d5 · Roi blanc sur case blanche e4 · Fou blanc sur case noire f4 · Dame blanche sur case blanche f3 | Dame noire sur case blanche d7 · Roi noir sur case noire e7 · Fou noir sur case blanche d5 · Roi blanc sur case blanche e4 · Fou blanc sur case noire f4 · Dame blanche sur case blanche f3 | Dame noire sur case blanche d7 · Roi noir sur case noire e7 · Fou noir sur case blanche d5 · Roi blanc sur case blanche e4 · Fou blanc sur case noire f4 · Dame blanche sur case blanche f3 | Dame noire sur case blanche d7 · Roi noir sur case noire e7 · Fou noir sur case blanche d5 · Roi blanc sur case blanche e4 · Fou blanc sur case noire f4 · Dame blanche sur case blanche f3 | Dame noire sur case blanche d7 · Roi noir sur case noire e7 · Fou noir sur case blanche d5 · Roi blanc sur case blanche e4 · Fou blanc sur case noire f4 · Dame blanche sur case blanche f3 | Dame noire sur case blanche d7 · Roi noir sur case noire e7 · Fou noir sur case blanche d5 · Roi blanc sur case blanche e4 · Fou blanc sur case noire f4 · Dame blanche sur case blanche f3 | Dame noire sur case blanche d7 · Roi noir sur case noire e7 · Fou noir sur case blanche d5 · Roi blanc sur case blanche e4 · Fou blanc sur case noire f4 · Dame blanche sur case blanche f3 | 4 |
| 3 | Dame noire sur case blanche d7 · Roi noir sur case noire e7 · Fou noir sur case blanche d5 · Roi blanc sur case blanche e4 · Fou blanc sur case noire f4 · Dame blanche sur case blanche f3 | Dame noire sur case blanche d7 · Roi noir sur case noire e7 · Fou noir sur case blanche d5 · Roi blanc sur case blanche e4 · Fou blanc sur case noire f4 · Dame blanche sur case blanche f3 | Dame noire sur case blanche d7 · Roi noir sur case noire e7 · Fou noir sur case blanche d5 · Roi blanc sur case blanche e4 · Fou blanc sur case noire f4 · Dame blanche sur case blanche f3 | Dame noire sur case blanche d7 · Roi noir sur case noire e7 · Fou noir sur case blanche d5 · Roi blanc sur case blanche e4 · Fou blanc sur case noire f4 · Dame blanche sur case blanche f3 | Dame noire sur case blanche d7 · Roi noir sur case noire e7 · Fou noir sur case blanche d5 · Roi blanc sur case blanche e4 · Fou blanc sur case noire f4 · Dame blanche sur case blanche f3 | Dame noire sur case blanche d7 · Roi noir sur case noire e7 · Fou noir sur case blanche d5 · Roi blanc sur case blanche e4 · Fou blanc sur case noire f4 · Dame blanche sur case blanche f3 | Dame noire sur case blanche d7 · Roi noir sur case noire e7 · Fou noir sur case blanche d5 · Roi blanc sur case blanche e4 · Fou blanc sur case noire f4 · Dame blanche sur case blanche f3 | Dame noire sur case blanche d7 · Roi noir sur case noire e7 · Fou noir sur case blanche d5 · Roi blanc sur case blanche e4 · Fou blanc sur case noire f4 · Dame blanche sur case blanche f3 | 3 |
| 2 | Dame noire sur case blanche d7 · Roi noir sur case noire e7 · Fou noir sur case blanche d5 · Roi blanc sur case blanche e4 · Fou blanc sur case noire f4 · Dame blanche sur case blanche f3 | Dame noire sur case blanche d7 · Roi noir sur case noire e7 · Fou noir sur case blanche d5 · Roi blanc sur case blanche e4 · Fou blanc sur case noire f4 · Dame blanche sur case blanche f3 | Dame noire sur case blanche d7 · Roi noir sur case noire e7 · Fou noir sur case blanche d5 · Roi blanc sur case blanche e4 · Fou blanc sur case noire f4 · Dame blanche sur case blanche f3 | Dame noire sur case blanche d7 · Roi noir sur case noire e7 · Fou noir sur case blanche d5 · Roi blanc sur case blanche e4 · Fou blanc sur case noire f4 · Dame blanche sur case blanche f3 | Dame noire sur case blanche d7 · Roi noir sur case noire e7 · Fou noir sur case blanche d5 · Roi blanc sur case blanche e4 · Fou blanc sur case noire f4 · Dame blanche sur case blanche f3 | Dame noire sur case blanche d7 · Roi noir sur case noire e7 · Fou noir sur case blanche d5 · Roi blanc sur case blanche e4 · Fou blanc sur case noire f4 · Dame blanche sur case blanche f3 | Dame noire sur case blanche d7 · Roi noir sur case noire e7 · Fou noir sur case blanche d5 · Roi blanc sur case blanche e4 · Fou blanc sur case noire f4 · Dame blanche sur case blanche f3 | Dame noire sur case blanche d7 · Roi noir sur case noire e7 · Fou noir sur case blanche d5 · Roi blanc sur case blanche e4 · Fou blanc sur case noire f4 · Dame blanche sur case blanche f3 | 2 |
| 1 | Dame noire sur case blanche d7 · Roi noir sur case noire e7 · Fou noir sur case blanche d5 · Roi blanc sur case blanche e4 · Fou blanc sur case noire f4 · Dame blanche sur case blanche f3 | Dame noire sur case blanche d7 · Roi noir sur case noire e7 · Fou noir sur case blanche d5 · Roi blanc sur case blanche e4 · Fou blanc sur case noire f4 · Dame blanche sur case blanche f3 | Dame noire sur case blanche d7 · Roi noir sur case noire e7 · Fou noir sur case blanche d5 · Roi blanc sur case blanche e4 · Fou blanc sur case noire f4 · Dame blanche sur case blanche f3 | Dame noire sur case blanche d7 · Roi noir sur case noire e7 · Fou noir sur case blanche d5 · Roi blanc sur case blanche e4 · Fou blanc sur case noire f4 · Dame blanche sur case blanche f3 | Dame noire sur case blanche d7 · Roi noir sur case noire e7 · Fou noir sur case blanche d5 · Roi blanc sur case blanche e4 · Fou blanc sur case noire f4 · Dame blanche sur case blanche f3 | Dame noire sur case blanche d7 · Roi noir sur case noire e7 · Fou noir sur case blanche d5 · Roi blanc sur case blanche e4 · Fou blanc sur case noire f4 · Dame blanche sur case blanche f3 | Dame noire sur case blanche d7 · Roi noir sur case noire e7 · Fou noir sur case blanche d5 · Roi blanc sur case blanche e4 · Fou blanc sur case noire f4 · Dame blanche sur case blanche f3 | Dame noire sur case blanche d7 · Roi noir sur case noire e7 · Fou noir sur case blanche d5 · Roi blanc sur case blanche e4 · Fou blanc sur case noire f4 · Dame blanche sur case blanche f3 | 1 |
|   | a | b | c | d | e | f | g | h |   |

Dans ce diagramme, les Blancs au trait, le roi est pris en enfilade par le fou noir. Il s'agit ici d'une enfilade absolue, car les règles du jeu imposent que l'échec soit paré. Après l'un des quelques coups légaux des Blancs, les Noirs capturent la dame blanche.
 
Comme l'enfilade est une attaque directe sur la pièce la plus précieuse, elle est généralement une tactique plus efficace que le clouage. La victime d'une enfilade ne peut souvent pas éviter la perte de matériel (bien qu'un zwischenzug soit parfois possible, ou qu'une autre pièce puisse s'interposer), la question est de savoir quel matériel sera perdu. L'enfilade est un thème plus rare que le clouage en pratique, mais quand elle survient, elle est souvent décisive.

## Exemple tiré d'une partie réelle
|   | a | b | c | d | e | f | g | h |   |
| 8 | Dame blanche sur case blanche c8 · Pion noir sur case blanche b7 · Dame noire sur case noire g7 · Pion noir sur case blanche a6 · Roi noir sur case noire f6 · Fou blanc sur case noire e5 · Pion noir sur case noire g5 · Pion blanc sur case blanche a4 · Fou noir sur case blanche e4 · Pion blanc sur case blanche h3 · Pion blanc sur case noire f2 · Pion blanc sur case blanche g2 · Roi blanc sur case noire g1 | Dame blanche sur case blanche c8 · Pion noir sur case blanche b7 · Dame noire sur case noire g7 · Pion noir sur case blanche a6 · Roi noir sur case noire f6 · Fou blanc sur case noire e5 · Pion noir sur case noire g5 · Pion blanc sur case blanche a4 · Fou noir sur case blanche e4 · Pion blanc sur case blanche h3 · Pion blanc sur case noire f2 · Pion blanc sur case blanche g2 · Roi blanc sur case noire g1 | Dame blanche sur case blanche c8 · Pion noir sur case blanche b7 · Dame noire sur case noire g7 · Pion noir sur case blanche a6 · Roi noir sur case noire f6 · Fou blanc sur case noire e5 · Pion noir sur case noire g5 · Pion blanc sur case blanche a4 · Fou noir sur case blanche e4 · Pion blanc sur case blanche h3 · Pion blanc sur case noire f2 · Pion blanc sur case blanche g2 · Roi blanc sur case noire g1 | Dame blanche sur case blanche c8 · Pion noir sur case blanche b7 · Dame noire sur case noire g7 · Pion noir sur case blanche a6 · Roi noir sur case noire f6 · Fou blanc sur case noire e5 · Pion noir sur case noire g5 · Pion blanc sur case blanche a4 · Fou noir sur case blanche e4 · Pion blanc sur case blanche h3 · Pion blanc sur case noire f2 · Pion blanc sur case blanche g2 · Roi blanc sur case noire g1 | Dame blanche sur case blanche c8 · Pion noir sur case blanche b7 · Dame noire sur case noire g7 · Pion noir sur case blanche a6 · Roi noir sur case noire f6 · Fou blanc sur case noire e5 · Pion noir sur case noire g5 · Pion blanc sur case blanche a4 · Fou noir sur case blanche e4 · Pion blanc sur case blanche h3 · Pion blanc sur case noire f2 · Pion blanc sur case blanche g2 · Roi blanc sur case noire g1 | Dame blanche sur case blanche c8 · Pion noir sur case blanche b7 · Dame noire sur case noire g7 · Pion noir sur case blanche a6 · Roi noir sur case noire f6 · Fou blanc sur case noire e5 · Pion noir sur case noire g5 · Pion blanc sur case blanche a4 · Fou noir sur case blanche e4 · Pion blanc sur case blanche h3 · Pion blanc sur case noire f2 · Pion blanc sur case blanche g2 · Roi blanc sur case noire g1 | Dame blanche sur case blanche c8 · Pion noir sur case blanche b7 · Dame noire sur case noire g7 · Pion noir sur case blanche a6 · Roi noir sur case noire f6 · Fou blanc sur case noire e5 · Pion noir sur case noire g5 · Pion blanc sur case blanche a4 · Fou noir sur case blanche e4 · Pion blanc sur case blanche h3 · Pion blanc sur case noire f2 · Pion blanc sur case blanche g2 · Roi blanc sur case noire g1 | Dame blanche sur case blanche c8 · Pion noir sur case blanche b7 · Dame noire sur case noire g7 · Pion noir sur case blanche a6 · Roi noir sur case noire f6 · Fou blanc sur case noire e5 · Pion noir sur case noire g5 · Pion blanc sur case blanche a4 · Fou noir sur case blanche e4 · Pion blanc sur case blanche h3 · Pion blanc sur case noire f2 · Pion blanc sur case blanche g2 · Roi blanc sur case noire g1 | 8 |
| 7 | Dame blanche sur case blanche c8 · Pion noir sur case blanche b7 · Dame noire sur case noire g7 · Pion noir sur case blanche a6 · Roi noir sur case noire f6 · Fou blanc sur case noire e5 · Pion noir sur case noire g5 · Pion blanc sur case blanche a4 · Fou noir sur case blanche e4 · Pion blanc sur case blanche h3 · Pion blanc sur case noire f2 · Pion blanc sur case blanche g2 · Roi blanc sur case noire g1 | Dame blanche sur case blanche c8 · Pion noir sur case blanche b7 · Dame noire sur case noire g7 · Pion noir sur case blanche a6 · Roi noir sur case noire f6 · Fou blanc sur case noire e5 · Pion noir sur case noire g5 · Pion blanc sur case blanche a4 · Fou noir sur case blanche e4 · Pion blanc sur case blanche h3 · Pion blanc sur case noire f2 · Pion blanc sur case blanche g2 · Roi blanc sur case noire g1 | Dame blanche sur case blanche c8 · Pion noir sur case blanche b7 · Dame noire sur case noire g7 · Pion noir sur case blanche a6 · Roi noir sur case noire f6 · Fou blanc sur case noire e5 · Pion noir sur case noire g5 · Pion blanc sur case blanche a4 · Fou noir sur case blanche e4 · Pion blanc sur case blanche h3 · Pion blanc sur case noire f2 · Pion blanc sur case blanche g2 · Roi blanc sur case noire g1 | Dame blanche sur case blanche c8 · Pion noir sur case blanche b7 · Dame noire sur case noire g7 · Pion noir sur case blanche a6 · Roi noir sur case noire f6 · Fou blanc sur case noire e5 · Pion noir sur case noire g5 · Pion blanc sur case blanche a4 · Fou noir sur case blanche e4 · Pion blanc sur case blanche h3 · Pion blanc sur case noire f2 · Pion blanc sur case blanche g2 · Roi blanc sur case noire g1 | Dame blanche sur case blanche c8 · Pion noir sur case blanche b7 · Dame noire sur case noire g7 · Pion noir sur case blanche a6 · Roi noir sur case noire f6 · Fou blanc sur case noire e5 · Pion noir sur case noire g5 · Pion blanc sur case blanche a4 · Fou noir sur case blanche e4 · Pion blanc sur case blanche h3 · Pion blanc sur case noire f2 · Pion blanc sur case blanche g2 · Roi blanc sur case noire g1 | Dame blanche sur case blanche c8 · Pion noir sur case blanche b7 · Dame noire sur case noire g7 · Pion noir sur case blanche a6 · Roi noir sur case noire f6 · Fou blanc sur case noire e5 · Pion noir sur case noire g5 · Pion blanc sur case blanche a4 · Fou noir sur case blanche e4 · Pion blanc sur case blanche h3 · Pion blanc sur case noire f2 · Pion blanc sur case blanche g2 · Roi blanc sur case noire g1 | Dame blanche sur case blanche c8 · Pion noir sur case blanche b7 · Dame noire sur case noire g7 · Pion noir sur case blanche a6 · Roi noir sur case noire f6 · Fou blanc sur case noire e5 · Pion noir sur case noire g5 · Pion blanc sur case blanche a4 · Fou noir sur case blanche e4 · Pion blanc sur case blanche h3 · Pion blanc sur case noire f2 · Pion blanc sur case blanche g2 · Roi blanc sur case noire g1 | Dame blanche sur case blanche c8 · Pion noir sur case blanche b7 · Dame noire sur case noire g7 · Pion noir sur case blanche a6 · Roi noir sur case noire f6 · Fou blanc sur case noire e5 · Pion noir sur case noire g5 · Pion blanc sur case blanche a4 · Fou noir sur case blanche e4 · Pion blanc sur case blanche h3 · Pion blanc sur case noire f2 · Pion blanc sur case blanche g2 · Roi blanc sur case noire g1 | 7 |
| 6 | Dame blanche sur case blanche c8 · Pion noir sur case blanche b7 · Dame noire sur case noire g7 · Pion noir sur case blanche a6 · Roi noir sur case noire f6 · Fou blanc sur case noire e5 · Pion noir sur case noire g5 · Pion blanc sur case blanche a4 · Fou noir sur case blanche e4 · Pion blanc sur case blanche h3 · Pion blanc sur case noire f2 · Pion blanc sur case blanche g2 · Roi blanc sur case noire g1 | Dame blanche sur case blanche c8 · Pion noir sur case blanche b7 · Dame noire sur case noire g7 · Pion noir sur case blanche a6 · Roi noir sur case noire f6 · Fou blanc sur case noire e5 · Pion noir sur case noire g5 · Pion blanc sur case blanche a4 · Fou noir sur case blanche e4 · Pion blanc sur case blanche h3 · Pion blanc sur case noire f2 · Pion blanc sur case blanche g2 · Roi blanc sur case noire g1 | Dame blanche sur case blanche c8 · Pion noir sur case blanche b7 · Dame noire sur case noire g7 · Pion noir sur case blanche a6 · Roi noir sur case noire f6 · Fou blanc sur case noire e5 · Pion noir sur case noire g5 · Pion blanc sur case blanche a4 · Fou noir sur case blanche e4 · Pion blanc sur case blanche h3 · Pion blanc sur case noire f2 · Pion blanc sur case blanche g2 · Roi blanc sur case noire g1 | Dame blanche sur case blanche c8 · Pion noir sur case blanche b7 · Dame noire sur case noire g7 · Pion noir sur case blanche a6 · Roi noir sur case noire f6 · Fou blanc sur case noire e5 · Pion noir sur case noire g5 · Pion blanc sur case blanche a4 · Fou noir sur case blanche e4 · Pion blanc sur case blanche h3 · Pion blanc sur case noire f2 · Pion blanc sur case blanche g2 · Roi blanc sur case noire g1 | Dame blanche sur case blanche c8 · Pion noir sur case blanche b7 · Dame noire sur case noire g7 · Pion noir sur case blanche a6 · Roi noir sur case noire f6 · Fou blanc sur case noire e5 · Pion noir sur case noire g5 · Pion blanc sur case blanche a4 · Fou noir sur case blanche e4 · Pion blanc sur case blanche h3 · Pion blanc sur case noire f2 · Pion blanc sur case blanche g2 · Roi blanc sur case noire g1 | Dame blanche sur case blanche c8 · Pion noir sur case blanche b7 · Dame noire sur case noire g7 · Pion noir sur case blanche a6 · Roi noir sur case noire f6 · Fou blanc sur case noire e5 · Pion noir sur case noire g5 · Pion blanc sur case blanche a4 · Fou noir sur case blanche e4 · Pion blanc sur case blanche h3 · Pion blanc sur case noire f2 · Pion blanc sur case blanche g2 · Roi blanc sur case noire g1 | Dame blanche sur case blanche c8 · Pion noir sur case blanche b7 · Dame noire sur case noire g7 · Pion noir sur case blanche a6 · Roi noir sur case noire f6 · Fou blanc sur case noire e5 · Pion noir sur case noire g5 · Pion blanc sur case blanche a4 · Fou noir sur case blanche e4 · Pion blanc sur case blanche h3 · Pion blanc sur case noire f2 · Pion blanc sur case blanche g2 · Roi blanc sur case noire g1 | Dame blanche sur case blanche c8 · Pion noir sur case blanche b7 · Dame noire sur case noire g7 · Pion noir sur case blanche a6 · Roi noir sur case noire f6 · Fou blanc sur case noire e5 · Pion noir sur case noire g5 · Pion blanc sur case blanche a4 · Fou noir sur case blanche e4 · Pion blanc sur case blanche h3 · Pion blanc sur case noire f2 · Pion blanc sur case blanche g2 · Roi blanc sur case noire g1 | 6 |
| 5 | Dame blanche sur case blanche c8 · Pion noir sur case blanche b7 · Dame noire sur case noire g7 · Pion noir sur case blanche a6 · Roi noir sur case noire f6 · Fou blanc sur case noire e5 · Pion noir sur case noire g5 · Pion blanc sur case blanche a4 · Fou noir sur case blanche e4 · Pion blanc sur case blanche h3 · Pion blanc sur case noire f2 · Pion blanc sur case blanche g2 · Roi blanc sur case noire g1 | Dame blanche sur case blanche c8 · Pion noir sur case blanche b7 · Dame noire sur case noire g7 · Pion noir sur case blanche a6 · Roi noir sur case noire f6 · Fou blanc sur case noire e5 · Pion noir sur case noire g5 · Pion blanc sur case blanche a4 · Fou noir sur case blanche e4 · Pion blanc sur case blanche h3 · Pion blanc sur case noire f2 · Pion blanc sur case blanche g2 · Roi blanc sur case noire g1 | Dame blanche sur case blanche c8 · Pion noir sur case blanche b7 · Dame noire sur case noire g7 · Pion noir sur case blanche a6 · Roi noir sur case noire f6 · Fou blanc sur case noire e5 · Pion noir sur case noire g5 · Pion blanc sur case blanche a4 · Fou noir sur case blanche e4 · Pion blanc sur case blanche h3 · Pion blanc sur case noire f2 · Pion blanc sur case blanche g2 · Roi blanc sur case noire g1 | Dame blanche sur case blanche c8 · Pion noir sur case blanche b7 · Dame noire sur case noire g7 · Pion noir sur case blanche a6 · Roi noir sur case noire f6 · Fou blanc sur case noire e5 · Pion noir sur case noire g5 · Pion blanc sur case blanche a4 · Fou noir sur case blanche e4 · Pion blanc sur case blanche h3 · Pion blanc sur case noire f2 · Pion blanc sur case blanche g2 · Roi blanc sur case noire g1 | Dame blanche sur case blanche c8 · Pion noir sur case blanche b7 · Dame noire sur case noire g7 · Pion noir sur case blanche a6 · Roi noir sur case noire f6 · Fou blanc sur case noire e5 · Pion noir sur case noire g5 · Pion blanc sur case blanche a4 · Fou noir sur case blanche e4 · Pion blanc sur case blanche h3 · Pion blanc sur case noire f2 · Pion blanc sur case blanche g2 · Roi blanc sur case noire g1 | Dame blanche sur case blanche c8 · Pion noir sur case blanche b7 · Dame noire sur case noire g7 · Pion noir sur case blanche a6 · Roi noir sur case noire f6 · Fou blanc sur case noire e5 · Pion noir sur case noire g5 · Pion blanc sur case blanche a4 · Fou noir sur case blanche e4 · Pion blanc sur case blanche h3 · Pion blanc sur case noire f2 · Pion blanc sur case blanche g2 · Roi blanc sur case noire g1 | Dame blanche sur case blanche c8 · Pion noir sur case blanche b7 · Dame noire sur case noire g7 · Pion noir sur case blanche a6 · Roi noir sur case noire f6 · Fou blanc sur case noire e5 · Pion noir sur case noire g5 · Pion blanc sur case blanche a4 · Fou noir sur case blanche e4 · Pion blanc sur case blanche h3 · Pion blanc sur case noire f2 · Pion blanc sur case blanche g2 · Roi blanc sur case noire g1 | Dame blanche sur case blanche c8 · Pion noir sur case blanche b7 · Dame noire sur case noire g7 · Pion noir sur case blanche a6 · Roi noir sur case noire f6 · Fou blanc sur case noire e5 · Pion noir sur case noire g5 · Pion blanc sur case blanche a4 · Fou noir sur case blanche e4 · Pion blanc sur case blanche h3 · Pion blanc sur case noire f2 · Pion blanc sur case blanche g2 · Roi blanc sur case noire g1 | 5 |
| 4 | Dame blanche sur case blanche c8 · Pion noir sur case blanche b7 · Dame noire sur case noire g7 · Pion noir sur case blanche a6 · Roi noir sur case noire f6 · Fou blanc sur case noire e5 · Pion noir sur case noire g5 · Pion blanc sur case blanche a4 · Fou noir sur case blanche e4 · Pion blanc sur case blanche h3 · Pion blanc sur case noire f2 · Pion blanc sur case blanche g2 · Roi blanc sur case noire g1 | Dame blanche sur case blanche c8 · Pion noir sur case blanche b7 · Dame noire sur case noire g7 · Pion noir sur case blanche a6 · Roi noir sur case noire f6 · Fou blanc sur case noire e5 · Pion noir sur case noire g5 · Pion blanc sur case blanche a4 · Fou noir sur case blanche e4 · Pion blanc sur case blanche h3 · Pion blanc sur case noire f2 · Pion blanc sur case blanche g2 · Roi blanc sur case noire g1 | Dame blanche sur case blanche c8 · Pion noir sur case blanche b7 · Dame noire sur case noire g7 · Pion noir sur case blanche a6 · Roi noir sur case noire f6 · Fou blanc sur case noire e5 · Pion noir sur case noire g5 · Pion blanc sur case blanche a4 · Fou noir sur case blanche e4 · Pion blanc sur case blanche h3 · Pion blanc sur case noire f2 · Pion blanc sur case blanche g2 · Roi blanc sur case noire g1 | Dame blanche sur case blanche c8 · Pion noir sur case blanche b7 · Dame noire sur case noire g7 · Pion noir sur case blanche a6 · Roi noir sur case noire f6 · Fou blanc sur case noire e5 · Pion noir sur case noire g5 · Pion blanc sur case blanche a4 · Fou noir sur case blanche e4 · Pion blanc sur case blanche h3 · Pion blanc sur case noire f2 · Pion blanc sur case blanche g2 · Roi blanc sur case noire g1 | Dame blanche sur case blanche c8 · Pion noir sur case blanche b7 · Dame noire sur case noire g7 · Pion noir sur case blanche a6 · Roi noir sur case noire f6 · Fou blanc sur case noire e5 · Pion noir sur case noire g5 · Pion blanc sur case blanche a4 · Fou noir sur case blanche e4 · Pion blanc sur case blanche h3 · Pion blanc sur case noire f2 · Pion blanc sur case blanche g2 · Roi blanc sur case noire g1 | Dame blanche sur case blanche c8 · Pion noir sur case blanche b7 · Dame noire sur case noire g7 · Pion noir sur case blanche a6 · Roi noir sur case noire f6 · Fou blanc sur case noire e5 · Pion noir sur case noire g5 · Pion blanc sur case blanche a4 · Fou noir sur case blanche e4 · Pion blanc sur case blanche h3 · Pion blanc sur case noire f2 · Pion blanc sur case blanche g2 · Roi blanc sur case noire g1 | Dame blanche sur case blanche c8 · Pion noir sur case blanche b7 · Dame noire sur case noire g7 · Pion noir sur case blanche a6 · Roi noir sur case noire f6 · Fou blanc sur case noire e5 · Pion noir sur case noire g5 · Pion blanc sur case blanche a4 · Fou noir sur case blanche e4 · Pion blanc sur case blanche h3 · Pion blanc sur case noire f2 · Pion blanc sur case blanche g2 · Roi blanc sur case noire g1 | Dame blanche sur case blanche c8 · Pion noir sur case blanche b7 · Dame noire sur case noire g7 · Pion noir sur case blanche a6 · Roi noir sur case noire f6 · Fou blanc sur case noire e5 · Pion noir sur case noire g5 · Pion blanc sur case blanche a4 · Fou noir sur case blanche e4 · Pion blanc sur case blanche h3 · Pion blanc sur case noire f2 · Pion blanc sur case blanche g2 · Roi blanc sur case noire g1 | 4 |
| 3 | Dame blanche sur case blanche c8 · Pion noir sur case blanche b7 · Dame noire sur case noire g7 · Pion noir sur case blanche a6 · Roi noir sur case noire f6 · Fou blanc sur case noire e5 · Pion noir sur case noire g5 · Pion blanc sur case blanche a4 · Fou noir sur case blanche e4 · Pion blanc sur case blanche h3 · Pion blanc sur case noire f2 · Pion blanc sur case blanche g2 · Roi blanc sur case noire g1 | Dame blanche sur case blanche c8 · Pion noir sur case blanche b7 · Dame noire sur case noire g7 · Pion noir sur case blanche a6 · Roi noir sur case noire f6 · Fou blanc sur case noire e5 · Pion noir sur case noire g5 · Pion blanc sur case blanche a4 · Fou noir sur case blanche e4 · Pion blanc sur case blanche h3 · Pion blanc sur case noire f2 · Pion blanc sur case blanche g2 · Roi blanc sur case noire g1 | Dame blanche sur case blanche c8 · Pion noir sur case blanche b7 · Dame noire sur case noire g7 · Pion noir sur case blanche a6 · Roi noir sur case noire f6 · Fou blanc sur case noire e5 · Pion noir sur case noire g5 · Pion blanc sur case blanche a4 · Fou noir sur case blanche e4 · Pion blanc sur case blanche h3 · Pion blanc sur case noire f2 · Pion blanc sur case blanche g2 · Roi blanc sur case noire g1 | Dame blanche sur case blanche c8 · Pion noir sur case blanche b7 · Dame noire sur case noire g7 · Pion noir sur case blanche a6 · Roi noir sur case noire f6 · Fou blanc sur case noire e5 · Pion noir sur case noire g5 · Pion blanc sur case blanche a4 · Fou noir sur case blanche e4 · Pion blanc sur case blanche h3 · Pion blanc sur case noire f2 · Pion blanc sur case blanche g2 · Roi blanc sur case noire g1 | Dame blanche sur case blanche c8 · Pion noir sur case blanche b7 · Dame noire sur case noire g7 · Pion noir sur case blanche a6 · Roi noir sur case noire f6 · Fou blanc sur case noire e5 · Pion noir sur case noire g5 · Pion blanc sur case blanche a4 · Fou noir sur case blanche e4 · Pion blanc sur case blanche h3 · Pion blanc sur case noire f2 · Pion blanc sur case blanche g2 · Roi blanc sur case noire g1 | Dame blanche sur case blanche c8 · Pion noir sur case blanche b7 · Dame noire sur case noire g7 · Pion noir sur case blanche a6 · Roi noir sur case noire f6 · Fou blanc sur case noire e5 · Pion noir sur case noire g5 · Pion blanc sur case blanche a4 · Fou noir sur case blanche e4 · Pion blanc sur case blanche h3 · Pion blanc sur case noire f2 · Pion blanc sur case blanche g2 · Roi blanc sur case noire g1 | Dame blanche sur case blanche c8 · Pion noir sur case blanche b7 · Dame noire sur case noire g7 · Pion noir sur case blanche a6 · Roi noir sur case noire f6 · Fou blanc sur case noire e5 · Pion noir sur case noire g5 · Pion blanc sur case blanche a4 · Fou noir sur case blanche e4 · Pion blanc sur case blanche h3 · Pion blanc sur case noire f2 · Pion blanc sur case blanche g2 · Roi blanc sur case noire g1 | Dame blanche sur case blanche c8 · Pion noir sur case blanche b7 · Dame noire sur case noire g7 · Pion noir sur case blanche a6 · Roi noir sur case noire f6 · Fou blanc sur case noire e5 · Pion noir sur case noire g5 · Pion blanc sur case blanche a4 · Fou noir sur case blanche e4 · Pion blanc sur case blanche h3 · Pion blanc sur case noire f2 · Pion blanc sur case blanche g2 · Roi blanc sur case noire g1 | 3 |
| 2 | Dame blanche sur case blanche c8 · Pion noir sur case blanche b7 · Dame noire sur case noire g7 · Pion noir sur case blanche a6 · Roi noir sur case noire f6 · Fou blanc sur case noire e5 · Pion noir sur case noire g5 · Pion blanc sur case blanche a4 · Fou noir sur case blanche e4 · Pion blanc sur case blanche h3 · Pion blanc sur case noire f2 · Pion blanc sur case blanche g2 · Roi blanc sur case noire g1 | Dame blanche sur case blanche c8 · Pion noir sur case blanche b7 · Dame noire sur case noire g7 · Pion noir sur case blanche a6 · Roi noir sur case noire f6 · Fou blanc sur case noire e5 · Pion noir sur case noire g5 · Pion blanc sur case blanche a4 · Fou noir sur case blanche e4 · Pion blanc sur case blanche h3 · Pion blanc sur case noire f2 · Pion blanc sur case blanche g2 · Roi blanc sur case noire g1 | Dame blanche sur case blanche c8 · Pion noir sur case blanche b7 · Dame noire sur case noire g7 · Pion noir sur case blanche a6 · Roi noir sur case noire f6 · Fou blanc sur case noire e5 · Pion noir sur case noire g5 · Pion blanc sur case blanche a4 · Fou noir sur case blanche e4 · Pion blanc sur case blanche h3 · Pion blanc sur case noire f2 · Pion blanc sur case blanche g2 · Roi blanc sur case noire g1 | Dame blanche sur case blanche c8 · Pion noir sur case blanche b7 · Dame noire sur case noire g7 · Pion noir sur case blanche a6 · Roi noir sur case noire f6 · Fou blanc sur case noire e5 · Pion noir sur case noire g5 · Pion blanc sur case blanche a4 · Fou noir sur case blanche e4 · Pion blanc sur case blanche h3 · Pion blanc sur case noire f2 · Pion blanc sur case blanche g2 · Roi blanc sur case noire g1 | Dame blanche sur case blanche c8 · Pion noir sur case blanche b7 · Dame noire sur case noire g7 · Pion noir sur case blanche a6 · Roi noir sur case noire f6 · Fou blanc sur case noire e5 · Pion noir sur case noire g5 · Pion blanc sur case blanche a4 · Fou noir sur case blanche e4 · Pion blanc sur case blanche h3 · Pion blanc sur case noire f2 · Pion blanc sur case blanche g2 · Roi blanc sur case noire g1 | Dame blanche sur case blanche c8 · Pion noir sur case blanche b7 · Dame noire sur case noire g7 · Pion noir sur case blanche a6 · Roi noir sur case noire f6 · Fou blanc sur case noire e5 · Pion noir sur case noire g5 · Pion blanc sur case blanche a4 · Fou noir sur case blanche e4 · Pion blanc sur case blanche h3 · Pion blanc sur case noire f2 · Pion blanc sur case blanche g2 · Roi blanc sur case noire g1 | Dame blanche sur case blanche c8 · Pion noir sur case blanche b7 · Dame noire sur case noire g7 · Pion noir sur case blanche a6 · Roi noir sur case noire f6 · Fou blanc sur case noire e5 · Pion noir sur case noire g5 · Pion blanc sur case blanche a4 · Fou noir sur case blanche e4 · Pion blanc sur case blanche h3 · Pion blanc sur case noire f2 · Pion blanc sur case blanche g2 · Roi blanc sur case noire g1 | Dame blanche sur case blanche c8 · Pion noir sur case blanche b7 · Dame noire sur case noire g7 · Pion noir sur case blanche a6 · Roi noir sur case noire f6 · Fou blanc sur case noire e5 · Pion noir sur case noire g5 · Pion blanc sur case blanche a4 · Fou noir sur case blanche e4 · Pion blanc sur case blanche h3 · Pion blanc sur case noire f2 · Pion blanc sur case blanche g2 · Roi blanc sur case noire g1 | 2 |
| 1 | Dame blanche sur case blanche c8 · Pion noir sur case blanche b7 · Dame noire sur case noire g7 · Pion noir sur case blanche a6 · Roi noir sur case noire f6 · Fou blanc sur case noire e5 · Pion noir sur case noire g5 · Pion blanc sur case blanche a4 · Fou noir sur case blanche e4 · Pion blanc sur case blanche h3 · Pion blanc sur case noire f2 · Pion blanc sur case blanche g2 · Roi blanc sur case noire g1 | Dame blanche sur case blanche c8 · Pion noir sur case blanche b7 · Dame noire sur case noire g7 · Pion noir sur case blanche a6 · Roi noir sur case noire f6 · Fou blanc sur case noire e5 · Pion noir sur case noire g5 · Pion blanc sur case blanche a4 · Fou noir sur case blanche e4 · Pion blanc sur case blanche h3 · Pion blanc sur case noire f2 · Pion blanc sur case blanche g2 · Roi blanc sur case noire g1 | Dame blanche sur case blanche c8 · Pion noir sur case blanche b7 · Dame noire sur case noire g7 · Pion noir sur case blanche a6 · Roi noir sur case noire f6 · Fou blanc sur case noire e5 · Pion noir sur case noire g5 · Pion blanc sur case blanche a4 · Fou noir sur case blanche e4 · Pion blanc sur case blanche h3 · Pion blanc sur case noire f2 · Pion blanc sur case blanche g2 · Roi blanc sur case noire g1 | Dame blanche sur case blanche c8 · Pion noir sur case blanche b7 · Dame noire sur case noire g7 · Pion noir sur case blanche a6 · Roi noir sur case noire f6 · Fou blanc sur case noire e5 · Pion noir sur case noire g5 · Pion blanc sur case blanche a4 · Fou noir sur case blanche e4 · Pion blanc sur case blanche h3 · Pion blanc sur case noire f2 · Pion blanc sur case blanche g2 · Roi blanc sur case noire g1 | Dame blanche sur case blanche c8 · Pion noir sur case blanche b7 · Dame noire sur case noire g7 · Pion noir sur case blanche a6 · Roi noir sur case noire f6 · Fou blanc sur case noire e5 · Pion noir sur case noire g5 · Pion blanc sur case blanche a4 · Fou noir sur case blanche e4 · Pion blanc sur case blanche h3 · Pion blanc sur case noire f2 · Pion blanc sur case blanche g2 · Roi blanc sur case noire g1 | Dame blanche sur case blanche c8 · Pion noir sur case blanche b7 · Dame noire sur case noire g7 · Pion noir sur case blanche a6 · Roi noir sur case noire f6 · Fou blanc sur case noire e5 · Pion noir sur case noire g5 · Pion blanc sur case blanche a4 · Fou noir sur case blanche e4 · Pion blanc sur case blanche h3 · Pion blanc sur case noire f2 · Pion blanc sur case blanche g2 · Roi blanc sur case noire g1 | Dame blanche sur case blanche c8 · Pion noir sur case blanche b7 · Dame noire sur case noire g7 · Pion noir sur case blanche a6 · Roi noir sur case noire f6 · Fou blanc sur case noire e5 · Pion noir sur case noire g5 · Pion blanc sur case blanche a4 · Fou noir sur case blanche e4 · Pion blanc sur case blanche h3 · Pion blanc sur case noire f2 · Pion blanc sur case blanche g2 · Roi blanc sur case noire g1 | Dame blanche sur case blanche c8 · Pion noir sur case blanche b7 · Dame noire sur case noire g7 · Pion noir sur case blanche a6 · Roi noir sur case noire f6 · Fou blanc sur case noire e5 · Pion noir sur case noire g5 · Pion blanc sur case blanche a4 · Fou noir sur case blanche e4 · Pion blanc sur case blanche h3 · Pion blanc sur case noire f2 · Pion blanc sur case blanche g2 · Roi blanc sur case noire g1 | 1 |
|   | a | b | c | d | e | f | g | h |   |

Dans la partie Nigel Short–Rafael Vaganian, Barcelone 1989, les Blancs sacrifient leur fou avec 51. Fe5+ pour gagner la dame noire par enfilade (51...Rxe5 est suivi de 52. Dc3+). Les Noirs ont abandonné dans cette position.